# Croix de Langoziliz
La croix de Langoziliz, aussi dénommée croix de Poulscavennou est un édifice situé à Cléder en France.

## Localisation
La croix est située sur le territoire de la commune de Cléder, au lieu-dit Coat Moualch, dans le département du Finistère en région Bretagne.

## Description
La croix en granit se trouvait autrefois en bordure de route et a été déplacée en 1933 pour des raisons d'utilisation de terrain. Deux gradins carrés supportent le socle. Le socle, d'une hauteur totale de {{unité[50 cm}}, présente, à partir de 25 cm, des faces s'élevant en oblique, en forme de pyramide tronquée sur le sommet de laquelle se dresse la croix. La forme quadrilobée de cette croix monolithe lui confère l'allure d'une croix de Malte.

## Historique
La croix est inscrite au titre des monuments historiques par arrêté du 19 avril 1972.

## Galerie

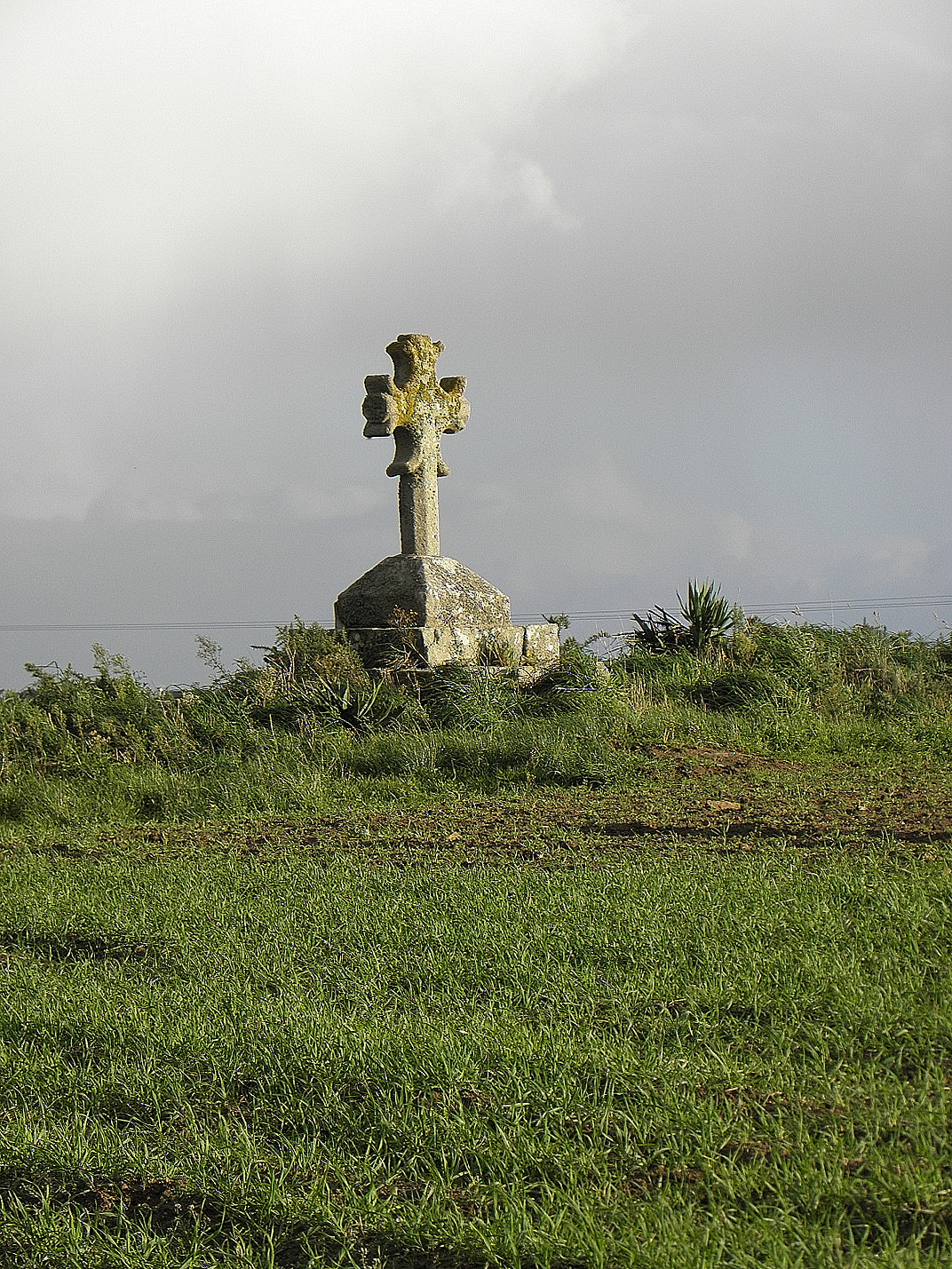